# Anguera (ort)
Anguera är en ort i Brasilien.   Den ligger i kommunen Anguera och delstaten Bahia, i den östra delen av landet, 1 000 km öster om huvudstaden Brasília. Anguera ligger 238 meter över havet och antalet invånare är 10 242.
Terrängen runt Anguera är kuperad västerut, men österut är den platt. Runt Anguera är det ganska glesbefolkat, med 35 invånare per kvadratkilometer.. Det finns inga andra samhällen i närheten.
Omgivningarna runt Anguera är huvudsakligen savann.